# César Camacho
César Leopoldo Camacho Manco, mais conhecido por César Camacho (Lima, 15 de abril de 1943) é um matemático brasileiro nascido no Peru. É diretor da Escola de Matemática Aplicada da FGV desde Maio de 2018. 
Foi diretor do Instituto Nacional de Matemática Pura e Aplicada (IMPA) entre os anos de 2003 e 2015, e atualmente Pesquisador Emérito da instituição. Sua área de pesquisa são os sistemas dinâmicos. Em 2017, foi diretor do Centro para o Desenvolvimento da Matemática e Ciências e membro da Comissão de Pesquisa e Inovação da Fundação Getulio Vargas (FGV).
Formado em Ciências Físicas e Matemáticas pela Universidad Nacional de Ingeniería, no ano de 1964, obteve mestrado no IMPA, em 1966, e doutorado na Universidade da Califórnia em Berkeley, em 1971, orientado por Stephen Smale, matemático americano e medalhista Fields.
Foi duas vezes Secretário Geral, Vice-Presidente e Presidente da Sociedade Brasileira de Matemática (SBM). Coordenou o Comitê Assessor de Matemática do CNPq e fez parte do Conselho Superior da FAPERJ durante seis anos. 
Camacho liderou a criação da Olimpíada Brasileira de Matemática das Escolas Públicas (OBMEP), em 2005. Anualmente, cerca de 18 milhões de alunos, de mais de 99% dos municípios brasileiros, participam da competição.

## Prêmios e reconhecimentos
Recebeu o Prêmio Almirante Álvaro Alberto para Ciência e Tecnologia, em 1996, e o Third World Academy of Sciences Award, no mesmo ano. Em 2005, recebeu a Medalha Carlos Chagas Filho, prêmio de Ciência e Tecnologia do Estado do Rio de Janeiro.
Camacho é membro-titular da Academia Brasileira de Ciências (ABC) e da Ordem Nacional do Mérito Científico, na categoria Grã Cruz, desde 2000.

## Livros publicados
- Teoria Geométrica das Folheações. Projeto Euclides, IMPA, 1976. Em colaboração com A. Lins Neto.
- Geometric Theory of Foliations. Birkhauser, 1985. Em colaboração com A. Lins Neto.
- Holomorphic Dynamical Systems. Summer School on Dynamical Systems. International Centre for Theoretical Physics, Trieste, 1983.
- Pontos Singulares de Equações Diferenciais Analíticas, IMPA, 1988. Em colaboração com P. Sad.
- Singular Points of Analytic Differential Equations. Summer School on Dynamical Systems. International Centre for Theoretical Physics, Trieste, 1990. Em colaboração com P. Sad.
- Seminário de Superfícies de Riemann - Volumes I e II, IMPA, 1986.
- Complex Analytic Methods in Dynamical Systems. Asterisque 222, Societe Mathématique de France 1993. Em colaboração com A. Lins N., R. Moussu e P. Sad.
- Tópicos de una Variable Compleja. Monografias del IMCA, n°, 1997.

## Trabalhos de divulgação
- O 16° Problema de Hilbert. Matematica Universitária n° 10, 1989.
- The Contribution of Il’yashenko to the Solution of Dulac’s Problem. International Centre for Theoretical Physics, 1988.
- First Integrals of Algebraic Differential Equations. International Centre for Theoretical Physics, 1992. Em colaboração com P. Sad e A. Lins Neto.
- The dissemination of Mathematics in Brazil: Searching for talent among Schoolchildren. Newsletter of the European Mathematical Society, Zurich, Switzerland, September 2011.